# Cephalocoema pacata
Cephalocoema pacata is een rechtvleugelig insect uit de familie Proscopiidae. De wetenschappelijke naam van deze soort is voor het eerst geldig gepubliceerd in 1971 door Wiendl.